# Dzierżkowice (Branice)

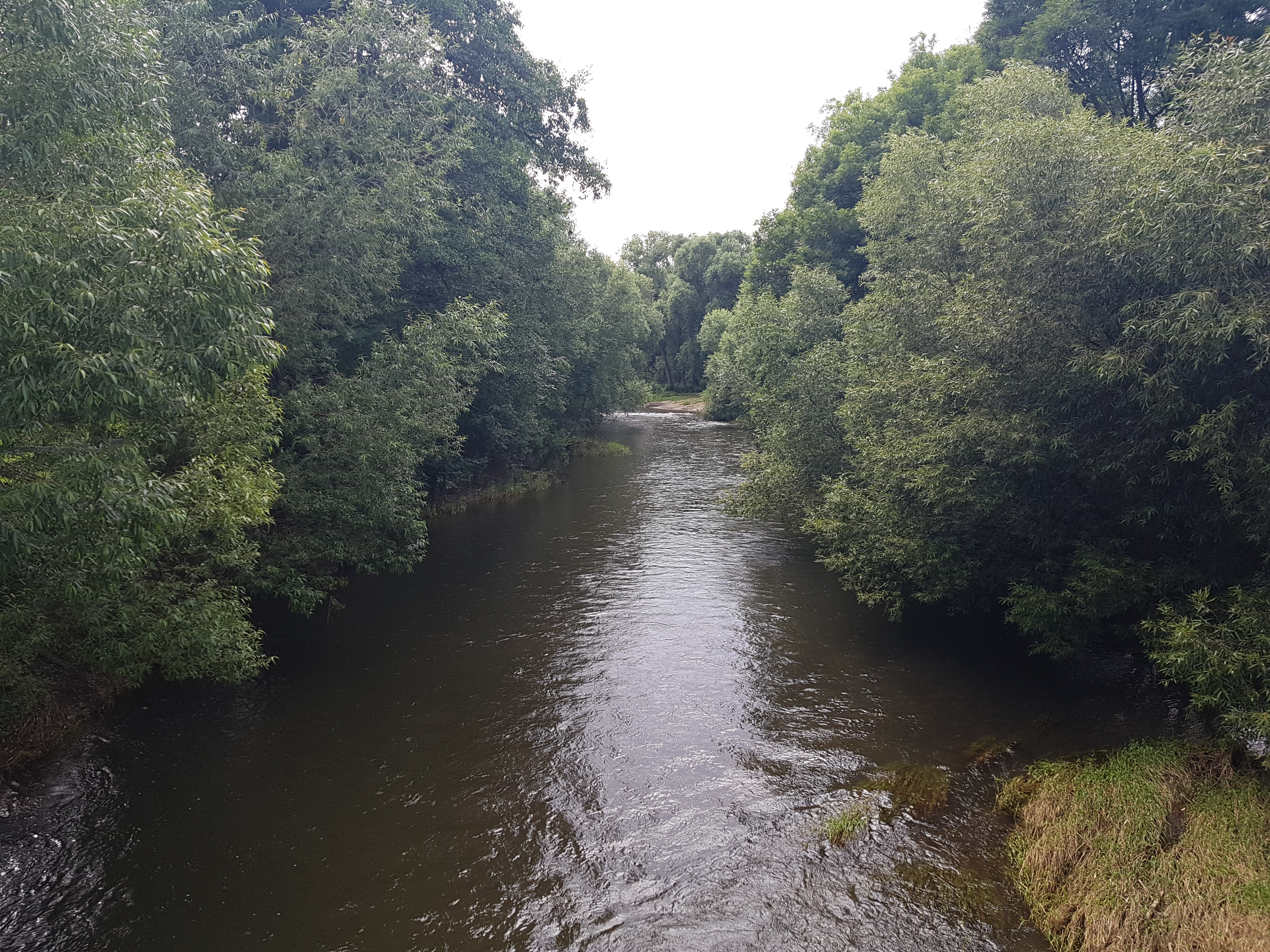
Die Oppa bei Dzierżkowice

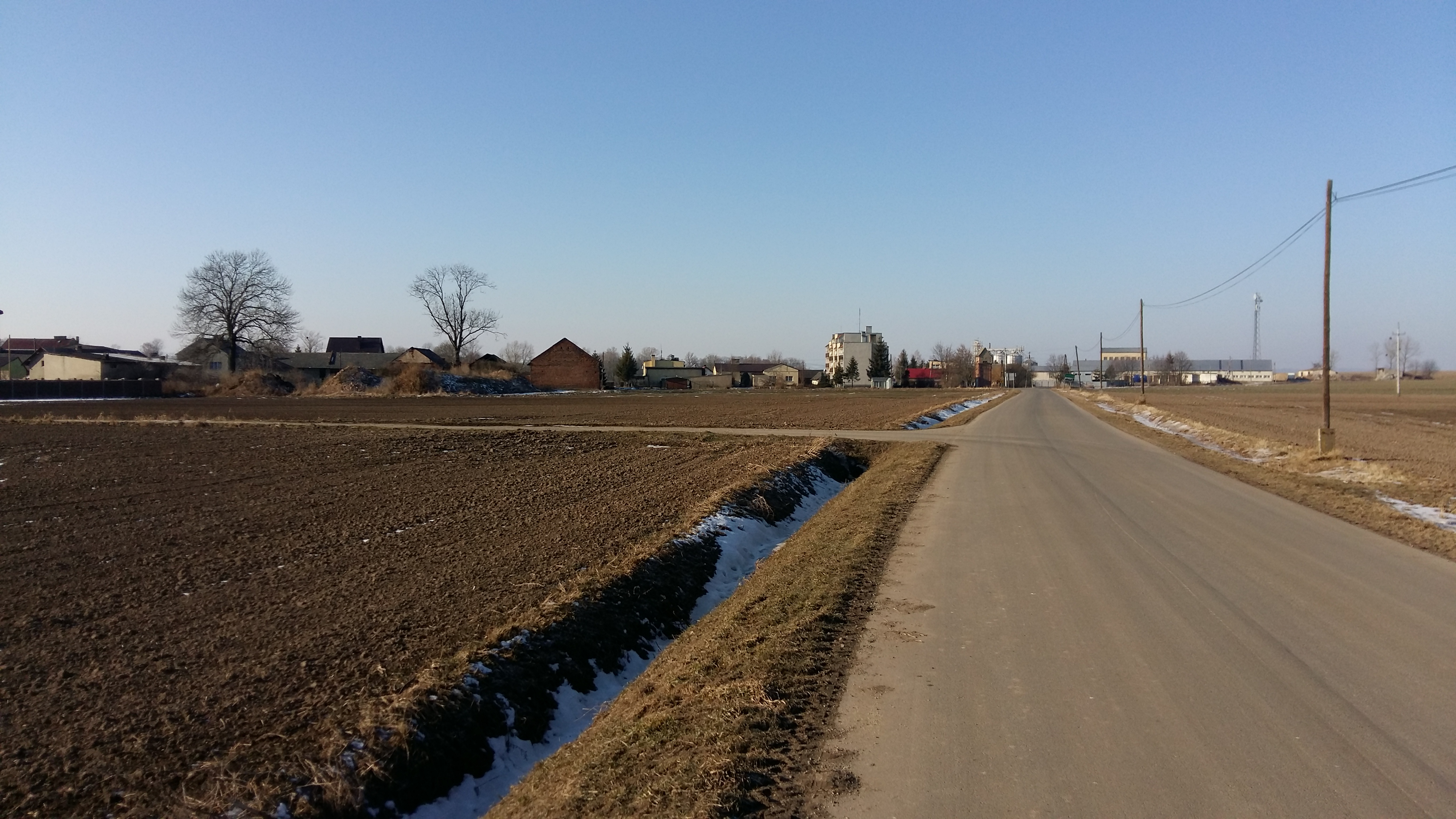
Dorfpartie

Dzierżkowice  (deutsch Dirschkowitz, 1936–1945 Dirschkenhof, tschechisch Držkovice) ist ein Ort in der Landgemeinde Branice im Powiat Głubczycki der Woiwodschaft Opole in Polen.

## Geographie
Das Straßendorf Dzierżkowice liegt zwölf Kilometer südöstlich von Branice, 28 Kilometer südlich von Głubczyce (Leobschütz) und 91 Kilometer südwestlich von Opole (Oppeln) unmittelbar an der Landesgrenze zu Tschechien in der Nizina Śląska (Schlesische Tiefebene)  am linken Ufer der Opava, einem linken Zufluss der Oder. Zusammen mit dem Ort Držkovická, heute ein Stadtteil von Opava, von dem es durch die polnisch-tschechische Landesgrenze getrennt ist, bildete es einst einen gemeinsamen Ort.
Nachbarorte von Dzierżkowice sind im Nordosten Uciechowice (Auchwitz), im Südosten Wiechowice (Wehowitz) sowie auf tschechischer Seite im Süden Držkovická (Dirschkowitz) und im Nordwesten Neplachovice (Neplachowitz).

## Geschichte
„Driscoviz“ wurde im Jahre 1270 erstmals erwähnt. 1276 ist ebenfalls als Driscoviz belegt. Weitere Schreibweisen waren 1477 Dirscowicz, 1413 Drzkowicz und 1455 Dirschkowitz. Der Ortsname leitet sich vom Personennamen „Drżek“ ab, (= das Dorf des Drżek).
Nach dem Ersten Schlesischen Krieg 1742 fiel Dirschkowitz mit dem größten Teil Schlesiens an Preußen. Im Vorfrieden von Breslau (1742) wurde vereinbart, dass Österreich Nieder- und Oberschlesien bis zur Oppa und der Goldoppa abtreten wird. Der südliche Teil von Dirschkowitz, welcher am rechten Ufer der Oppa liegt, verblieb bei Österreichisch-Schlesien.
Nach der Neuorganisation der Provinz Schlesien gehörte die Landgemeinde Dirschkowitz ab 1816 zum Landkreis Leobschütz im Regierungsbezirk Oppeln. 1845 bestanden im Dorf eine Brennerei, eine Schmiede und 40 Häuser. Im gleichen Jahr lebten in Dirschkowitz 207 Menschen, allesamt katholisch. 1874 wurde der Amtsbezirk Boblowitz gebildet, dem die Landgemeinden Boblowitz, Dirschkowitz, Waissak und Wehowitz sowie die Gutsbezirke Boblowitz und Waissak eingegliedert wurden.
Im Ersten Weltkrieg fielen 23 Soldaten aus dem Dorf. Bei der Volksabstimmung in Oberschlesien am 20. März 1921 stimmten in Dirschkowitz 301 Personen für einen Verbleib bei Deutschland und 0 für Polen. Dirschkowitz verblieb wie der gesamte Stimmkreis Leobschütz beim Deutschen Reich. 1933 zählte der Ort 385 Einwohner. Am 12. Juni 1936 wurde der in Dirschkenhof umbenannt. 1939 zählte Dirschkenhof 357 Einwohner. 1940 wurde der Ort überflutet. Bis 1945 gehörte der Ort zum Landkreis Leobschütz. Im März 1945 flüchtete die Bevölkerung vor der heranrückenden Roten Armee. Im Zweiten Weltkrieg fielen 26 Soldaten aus Dirschkenhof. Als Folge des Weltkriegs fiel Dirschkendorf mit dem größten Teil Schlesiens an Polen. Nachfolgend wurde es in Dzierżkowice umbenannt und der Woiwodschaft Schlesien angeschlossen. Im Sommer 1946 wurde die einheimische deutsche Bevölkerung des Ortes weitgehend vertrieben.
1950 wurde Dzierżkowice der Woiwodschaft Oppeln zugeteilt. 1999 wurde es Teil des wiedergegründeten Powiat Głubczycki.

## Sehenswürdigkeiten
- Steinerne Wegekapelle
- Steinernes Wegekreuz